# Alba Sánchez Perales
Alba Sánchez Perales (Córdoba, 12 de agosto de 1995) es una jugadora de balonmano española que juega para el Sporting La Rioja.

## Trayectoria
Se ha criado en la cantera del Balonmano Adesal, dónde empezó a jugar al balonmano en 2008.En la temporada 2011-12 ya formaba parte de los entrenamientos con la primera plantilla fuensantina, dónde coincidió con Esperanza López y Meriem Ezbida, en una generación cordobesista brillante que jugó en la máxima división nacional (2013-14, 2014-15) y estuvo a las puertas de ascender varias temporadas.
La jugadora califal recaló a las órdenes de Joseba Rodríguez Haito en el balonmano Zuazo en el año 2018. Tras su descenso en la temporada 2022-23 (dónde, además, sufrieron impagos en un año nefasto en lo laboral, ya que también tuvo problemas de menisco), renovó con el conjunto zuazotarra para, desde la capitanía, intentar volver a la élite del balonmano español.En la temporada 2024/25 fichó por el Sporting La Rioja.

### Clubes
- 2008–2018: Adesal
- 2018–2024: Balonmano Zuazo
- 2024–: Sporting La Rioja

#### Datos en la máxima categoría (a fecha 2 de diciembre de 2024)[13]
|          | Liga | Copa | EHF |
| -------- | ---- | ---- | --- |
| Partidos | 131  | 20   | 0   |
| Goles    | 380  | 42   | 0   |

## Títulos y galardones

### Con clubes
- Campeona de División de Honor Plata (2012/13)
- Copa de Andalucía (2014)[14]